# Bernard Verdcourt
Bernard Verdcourt, né le 20 janvier 1925 et mort le 25 octobre 2011, est un biologiste et taxonomiste britannique, très connu comme botaniste, et « Honorary Research Fellow » aux Jardins botaniques royaux de Kew à Londres (Royaume-Uni).

## Biographie
Avant de venir à Kew en 1964, il est pendant quinze ans associé à l'EAH (Herbier de l'Est africain) à Nairobi (Kenya). Bien que ses travaux les plus connus soient probablement ses nombreuses études sur la flore de l'Est africain, il a aussi apporté d'importantes contributions relatives aux mollusques terrestres africains et à l'entomologie. Bernard Verdcourt reçoit la médaille linnéenne de botanique de la Linnean Society of London en 2000,,. La liste de ses publications comprend plus de mille travaux scientifiques.

## Principaux travaux
- Verdcourt, B. (1951-57). Notes on the snails of north-east Tanganyika Territory. [Huit parties]
- Verdcourt, B. et al. (1956–1995). Flora of Tropical East Africa. Kew Bull. and other publications. [Monographies de 71 familles]
- Verdcourt, B. et al. (2001–2005). Flora of Tropical East Africa. Rotterdam : Balkema. [Monographies de douze familles]